# 음애일기
음애일기(陰崖日記)는 조선의 문신이자 학자 이자가 1509년부터 1516년 사이의 조정 사건들을 쓴 일기이다. 1권 1책의 필사본으로 이루어져 있다.
뇌물을 밝히는 공신들의 부패와 탐욕을 고발하였고 "네가 내 아들을 죽였으니 나도 네 아들을 죽이겠어"라는 저주를 하는 현덕왕후의 원통함을 보고하였다. 또, 세조실록에 "노산군이 스스로 목매어 졸하니 예로써 장사를 지냈다"고 적힌 부분이 있으나 음애일기에서는 이 자살설을 부정하면서 실록을 편수한 자들을 비판하였다. 그 외에도 삼포왜란, 불교 억압 등의 이야기도 서술하고 있다.